# Open 13 2005
Open 13 2005 — тенісний турнір, що проходив на кортах з твердим покриттям у місті Марсель, Франція з 7 лютого . Належав до категорії ATP International Series.

## Фінальна частина

### Одиночний розряд
Йоахім Йоханссон —  Іван Любичич 7–5, 6–4

### Парний розряд
Мартін Дамм /  Радек Штепанек —  Марк Ноулз (тенісист) /  Деніел Нестор 7–6(7–4), 7–6(7–5)